# Shindo
Shindo (震度) är det japanska standardmåttet på jordbävningars styrka. Shindo-skalan mäter hur kraftiga skakningarna är vid en punkt på jordytan, och varierar alltså med mätplatsen. Mätskalor av den typen är i regel av större intresse i ett jordbävningsdrabbat område än till exempel Richterskalan, som endast talar om hur kraftig jordbävningen var i sitt centrum, oavsett hur djupt och i vilken typ av berggrund det låg.
Skalan löper från 0 (ej kännbara skakningar) till 7 (starkast, med en markacceleration över 4 m/s²), där stegen 5 och 6 delas in i två understeg.
Shindoskalan används också i Taiwan.

## Steg på skalan
- 0. Instrumentell: Omärkbar för människor.
- 1. Svag. Märkbar för människor i vila i höga hus.
- 2. Lindrig. Märkbar för människor inomhus. Hängande föremål kan börja gunga.
- 3. Måttlig. Många inomhus och vissa utomhus känner skalvet. Porslin i skåp klirrar.
- 4. Tämligen stark. Väcker sovande. Märkbart för personer i fordon.
- 5-. Stark. Böcker kan ramla ur bokhyllor. Lyktstolpar svajar. skador på vägar.
- 5+. Mycket stark. Svårt att förflytta sig. Saker ramlar ur hyllor och skåp, vissa möbler som byråer välter. Dörrar kan kärva fast. Murar kan falla. Trähus som inte är jordbävningssäkrade får omfattande skador. Sprickor i betonghus. Sprickor kan uppstå i jord och lera.
- 6-. Destruktiv. Svårt att stå. De flesta möbler välter. Trähus kan kollapsa. Betonghus som inte är jordbävningssäkrade får omfattande skador. Statyer kan välta. Sprickor kan uppstå i marken.
- 6+. Förödande. Omöjligt att stå upp och förflytta sig utan att krypa. Marksprickor. Byggnader skadas allvarligt. Sprickor uppstår i marken, jordskred kan inträffa.
- 7. Folk kastas omkring och omöjligt att röra sig. Möbler hoppar. Många byggnader förstörs, även jordbävningsförstärkta trähus. Jordbävningsförstärkta betonghus skadade och börjar luta. Jordskred. Broar, vägar och räls förstörs.